# Santa Maria da Esperança (título cardinalício)
O Título cardinalício de Santa Maria da Esperança (em latim: Sanctæ Mariæ de Spe) foi instituído pelo Papa João Paulo II em 21 de fevereiro de 2001.

## Titulares protetores
- Óscar Rodríguez Maradiaga, S.D.B. (2001-)